# رينسيلار (نيويورك)
رينسيلار (بالإنجليزية: Rensselaer, New York)‏ هي مدينة تقع في الولايات المتحدة في نيويورك (ولاية). يقدر عدد سكانها بـ 9,392 نسمة .

## من مشاهير أعلام المدينة
- إدمونيا لويس: نحاتة أمريكية برزت في أواخر القرن التاسع عشر، وُلدت فيها سنة 1844.